# Гюннинг, Пит
Питер (Пит) Адриан Гюннинг (нидерл. Pieter (Piet) Adriaan Gunning; 5 июля 1913, Хогкерк — 23 мая 1967, Блумендал, Северная Голландия) — нидерландский хоккеист на траве, нападающий. Бронзовый призёр летних Олимпийских игр 1936 года.

## Биография
Пит Гюннинг родился 5 июля 1913 года в нидерландской деревне Хогкерк.
Играл в хоккей на траве за «Блумендал».
В 1936 году вошёл в состав сборной Нидерландов по хоккею на траве на летних Олимпийских играх в Берлине и завоевал бронзовую медаль. Играл на позиции нападающего, провёл 5 матчей, забил 1 мяч в ворота сборной Франции.
Умер 23 мая 1967 года в нидерландском городе Блумендал.
Бронзовая олимпийская медаль Гюннинга хранилась в доме у его сына и была похищена в 2012 году.